# Arida
Arida là một chi thực vật có hoa trong họ Cúc (Asteraceae).

## Loài
Chi Arida gồm các loài: